# Asarum kurosawae
Asarum kurosawae är en piprankeväxtart som beskrevs av Sugimoto. Asarum kurosawae ingår i släktet hasselörter, och familjen piprankeväxter. Inga underarter finns listade i Catalogue of Life.